# Бои за аэропорт Бенина
Бои за аэропорт Бенина были одной из битв второй гражданской войны в Ливии, которая длилась с 1 августа по 15 октября 2014 года между Исламистским Советом Шуры Бенгази и ливийской национальной армией во главе с Халифой Хафтаром.

## Июнь — июль 2014
В период с июня по июль 2014 года вооруженные боевики Совета Шуры Бенгази стали совершать почти ежедневные нападения на военные базы в пригородах Бенгази, принадлежащие ливийской национальной армии. Подразделениям ЛНА удалось перегруппировать свои силы в пригородном районе Бенина (15 км к востоку от Бенгази) и взять аэропорт Бенина в качестве основного штаба для проведения дальнейших операций против Совета Шуры Бенгази.
К концу июля 2014 года силы Совета Шуры Бенгази полностью выбили ЛНА из Бенгази. После этого Мохамед аль-Захави, лидер «Ансар аш-Шариа» и командующий Советом Шуры Бенгази, объявил Бенгази «Исламским эмиратом» и пообещал выбить ЛНА из аэропорта Бенина.

## Август — октябрь 2014
В начале августа Совет Шуры Бенгази начал полномасштабное наступление на аэропорт Бенина. Тем не менее, они были немедленно отброшены назад к мосту Сиди Фарадж после того, как ливийская национальная армия открыла ответный огонь из тяжелого вооружения, обстреляв позиции исламистов и заставив их отступить. В середине августа ЛНА нанесла тяжелые авиаудары по позиция Совета Шуры Бенгази, расположенный под мостом Сиди Фарадж, убив несколько сотен боевиков. В начале сентября после того, как террористу-смертнику удалось пробраться к мосту Бенина (под контролем ЛНА) и взорвать себя, убив 12 солдат и ранив еще несколько. После этой атаки Советом Шуры Бенгази была предпринята вторая попытка захватить аэропорт Бенина. Однако и эта попытка была неудачной. В начале октября ливийская национальная армия начала наступление на мост Сиди Фарадж. Столкновение продолжалось целый день, однако ЛНА все-таки удалось выбить исламистов с моста, убив до 150 бойцов Совета Шуры Бенгази, в то время как ЛНА потеряла 17 солдат. Когда Совет Шуры Бенгази стал сдавать позиции у аэропорта Бенина, ливийская национальная армия стала производить авиаудары по ним, убив в процессе лидера «Ансар аш-Шариа» и командующего Советом Шуры Бенгази Мохамеда аль-Захави. Несмотря на многочисленные попытки исламистов перегруппироваться и возобновить атаку на аэропорт, все они оказывались неудачными. В результате Совет Шуры Бенгази понес значительные потери, а смерть лидера создало панику и беспорядки в рядах Совета. Узнав о смерти Мохамеда аль-Захави, ливийская национальная армия начала более тяжелые атаки на позиции Совета Шуры Бенгази, вынудив их вскоре покинуть все свои позиции у Бенина и отойти в центр Бенгази. К 15 октября 2014 оттеснила исламистов к центру города, что привело к началу битвы за Бенгази (2014—2017).